# New York Knicks
I New York Knicks, o New York Knickerbockers, dall'antico appellativo degli abitanti di New York, sono una delle trenta franchigie di pallacanestro che militano nel massimo campionato professionistico statunitense, la NBA. La franchigia ha sede nel distretto di Manhattan e gioca le sue partite interne al Madison Square Garden, che condivide con i New York Rangers della NHL. I Knicks sono una delle due franchigie di basket di New York; l'altra sono i Brooklyn Nets che giocano nell'omonimo distretto. Tra le squadre più antiche della NBA, i Knicks sin dalla fondazione nel 1946 sono sempre rimasti a giocare a New York. Nella loro storia hanno raggiunto 43 volte i playoff su un totale di 76 partecipazioni e le NBA Finals per otto volte: 1951, 1952, 1953, 1970, 1972, 1973, 1994 e 1999; vincendo nel 1970 e nel 1973. I colori sociali della franchigia sono arancione e blu, gli stessi della città di New York, e il logo è fin dagli esordi un pallone da basket.
La squadra, fondata da Ned Irish nel 1946, fu uno dei membri fondatori della Basketball Association of America (BAA), che divenne la NBA dopo essersi fusa con la rivale National Basketball League (NBL) nel 1949. Secondo la rivista Forbes, i New York Knicks sono il terzo club sportivo per valore al mondo e il primo nella NBA, stimato circa 4,6 miliardi di dollari.

## Storia

### La nascita della franchigia
Nel 1946 il basket, in particolare quello universitario, era uno sport in grande crescita nel paese e sempre più diffuso anche a New York. Max Kase, un giornalista sportivo che lavorava in città, sviluppò l'idea di una lega professionistica in cui accogliere i giovani talenti che terminavano gli studi. Il proprietario dei Boston Celtics, Walter Augustine Brown, incuriosito dall'opportunità di ottenere entrate aggiuntive per le arene del paese, contattò diversi proprietari di altri impianti di gioco per proporgli l'idea della creazione di una lega di pallacanestro. Il 6 giugno 1946 Kase e Brown insieme a un gruppo di diciassette persone si riunirono al Commodore Hotel di New York creando la Basketball Association of America (BAA). Tra i presenti all'incontro c'era anche Ned Irish, un pioniere del basket collegiale oltre che giornalista sportivo in pensione, presidente del Madison Square Garden. Kase inizialmente aveva pianificato di possedere e gestire lui stesso una ipotetica franchigia a New York, e si rivolse ad Irish con una proposta per affittare il Garden. Il collegio dei proprietari tuttavia decise di puntare su Ned Irish in virtù soprattutto delle sue risorse finanziarie in grado di sostenere una franchigia a New York.
Una volta ottenuto il permesso per la creazione della franchigia e avendo già l'arena di gioco in cui farla esibire, per Irish rimaneva solo il problema sulla scelta del nome da dare alla squadra. Nelle idee c'era la volontà che il nome fosse rappresentativo della città di New York. Irish convocò i membri del suo staff per una riunione e votare le proposte. La scelta vincente ricadde sul nome "Knickerbockers", poi abbreviato in Knicks, che deriva dallo pseudonimo usato da Washington Irving nel suo libro A History of New York; un nome che venne applicato ai discendenti degli originari coloni olandesi di quella che poi divenne New York e che indossavano i pantaloni alla zuava.

### Gli esordi: dalle prime finals agli anni di transizione
Senza il draft negli anni iniziali della lega, le squadre si concentravano sull'ingaggio di giocatori del college dalle rispettive città come un modo per promuovere il campionato professionistico. Con un roster assemblato, i Knicks affrontano e sconfiggono 68-66 i Toronto Huskies ai Maple Leaf Gardens di Toronto il primo novembre 1946, in quella che sarebbe stata la prima partita della franchigia così come la prima nella storia della lega. La stagione inaugurale termina con un record di 33–27 che garantisce l'accesso ai playoff in cui sono eliminati dai Philadelphia Warriors in semifinale.
Nel 1947 in panchina subentra Joe Lapchick e vengono ingaggiati nuovi giocatori come la guardia Carl Braun e la guardia nippo-americana Wataru Misaka, il primo giocatore di basket non caucasico della BAA. Sotto Lapchick i Knicks ottengono nove partecipazioni consecutive ai playoff e Braun emerge come la stella della squadra, insieme ad altri giocatori come Dick Holub e Bud Palmer. Nel draft NBA del 1948 i Knicks selezionano due futuri Hall of Fame come Dolph Schayes e Harry Gallatin sebbene lo stesso Schayes verrà spinto ad andarsene e giocare per i Syracuse Nationals della National Basketball League in difficoltà.
Prima dell'inizio della stagione 1949-1950, la BAA si fonde con la NBL per formare la National Basketball Association con la BAA che assorbe sei squadre. Nonostante i riallineamenti della divisione, i Knicks rimangono nella parte orientale.
La stagione successiva i Knicks ingaggiano Sweetwater Clifton diventando così la prima squadra di basket professionistico a ingaggiare un giocatore afroamericano. Tra il 1951 e il 1953 i Knicks, grazie a giocatori come lo stesso Clifton, a Carl Braun e a Dick McGuire, sotto la gestione Lapchick si confermano una delle squadre di riferimento della lega arrivando per ben tre stagioni consecutive alle finali Nba, una contro i Rochester Royals, e due contro i Minneapolis Lakers, perdendole tutte. A seguito di quelle sconfitte, nelle stagioni seguenti i risultati della squadra iniziano a calare con eliminazioni ai primi turni dei playoff o addirittura in regular season. Lapchick si dimette da capo allenatore nel gennaio 1956 per alcuni problemi di salute e al suo posto viene chiamato in panchina Vincent Boryla, sostituito un paio di anni dopo da Andrew Levane.
Nel 1960 anche Levane viene sostituito e al suo posto i Knicks chiamano Carl Braun, che diviene il primo giocatore-allenatore della squadra. I risultati però stentano ad arrivare e allora la dirigenza opta per un nuovo cambio tecnico, chiamando in panchina Eddie Donovan. Sotto la gestione Donovan prosegue l'astinenza da playoff e la scarsa competitività della squadra è testimoniata il 2 marzo 1962, quando i Knicks perdono 147 a 169 contro i Philadelphia Warriors, permettendo a Wilt Chamberlain di segnare il record NBA di 100 punti in una sola partita.

### Gli anni d'oro e i due titoli Nba
Dopo un decennio di molte ombre e poche luci, le sorti della franchigia iniziano nuovamente a volgere in positivo nel 1964 con la scelta del pivot Willis Reed, vincitore nel 1965 del premio matricola dell'anno. Nel 1967 l'ingaggio del playmaker Walt “Clyde” Frazier che va ad aggiungersi a Reed, contribuisce a rendere nuovamente la franchigia della "Grande Mela" una reale contendente ad est per la qualificazione alle finals. I Knicks iniziano la stagione 1967-1968 con alcune difficoltà, che porteranno all'esonero in panchina di Dick McGuire, sostituito a metà stagione da Red Holzman, il cui impatto positivo sarà immediato e determinante. Sotto la gestione Holzman i Knicks vivono infatti il periodo migliore della loro storia come risultati e vittorie. La squadra nel frattempo oltre ai vari Willis Reed, Walt Frazier, Dick Barnett e Bill Bradley, firma Dave DeBusschere dai Detroit Pistons e nei playoff riesce ad andare sempre più avanti, facendo intravedere quello che di buono sarebbe avvenuto le stagioni seguenti.
Nella stagione 1969-70 i Knicks ottengono un record di 60-22 e nei playoff si sbarazzano agevolmente dei Baltimore Bullets in semifinale e dei Milwaukee Bucks nelle finali ad est. In finale i Knicks hanno la meglio sui Los Angeles Lakers in gara 7 al termine di una serie tiratissima in cui Willis Reed, nominato MVP All-Star e MVP della lega quella stagione, è nominato anche MVP delle finali, diventando il primo giocatore a ottenere tutti e tre i premi in una sola stagione.
Nel 1971 grazie agli arrivi di Jerry Lucas ed Earl "The Pearl" Monroe la squadra mantiene la competitività e nel 1972 raggiunge di nuovo le finali Nba, perse però contro i Lakers dopo cinque gare. L'anno successivo le due squadre si ritrovano in finale Nba in quella che è ormai diventata una grande classica del basket a stelle e strisce dei primi anni settanta. Per i Knicks si tratta della terza finale Nba negli ultimi quattro anni. Dopo aver eliminato ai playoff i Baltimore Bullets e i Boston Celtics, anche i Lakers cadono nuovamente sotto i canestri dei Knicks, che vincono il loro secondo anello NBA nel giro di quattro stagioni.
Nel 1973-74 la squadra raggiunge le finali ad est ma viene eliminata dai Celtics. Dopo questa stagione Willis Reed, vincitore nuovamente del premio Mvp, annuncia il suo ritiro e con il suo addio pure le ambizioni della franchigia si vedono improvvisamente ridimensionate.
Nella seconda metà degli anni settanta i Knicks, che nel frattempo sostituiscono in panchina Red Holzman chiamando Willis Reed, alternano stagioni discrete con la qualificazione ai playoff, seppur con la semifinale ad est come massimo traguardo, ad altre annate in cui l'eliminazione avviene già al termine della regular season. A nulla serve il ritorno in panchina di Holzman, richiamato dalla dirigenza dopo alcune incomprensioni di Reed con i vertici della franchigia. Holzman si ritira nei primi anni ottanta lasciando comunque una grande eredità e influenza ai giocatori da lui allenati; uno su tutti Phil Jackson.

### L'era Ewing e le due finali degli anni novanta

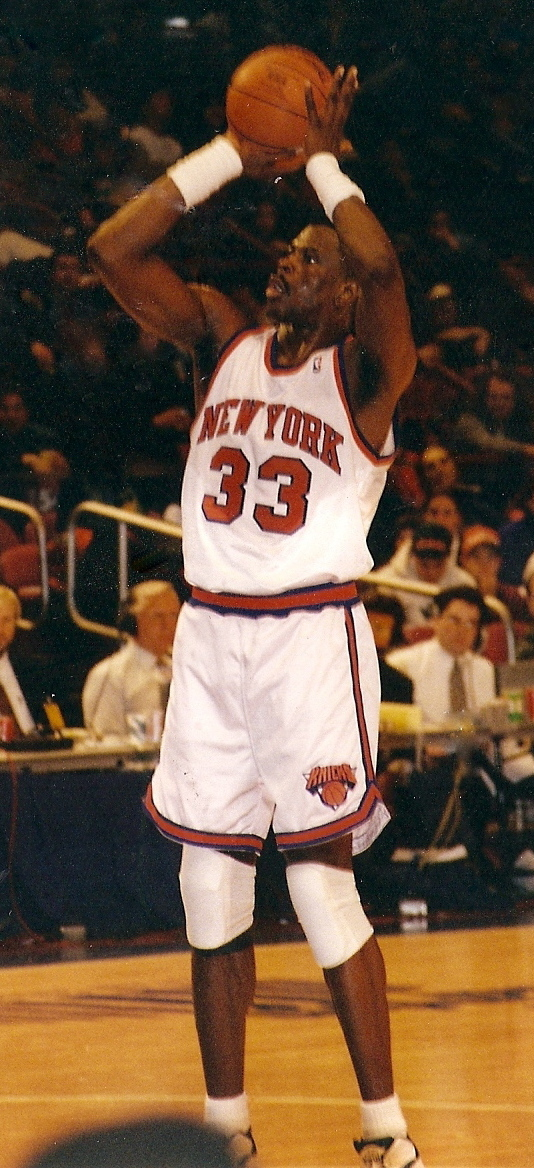
Patrick Ewing

All'inizio degli anni ottanta arriva ai Knicks l'ala Bernard King, un eccellente marcatore e, soprattutto, al draft 1985, viene scelto il lungo Patrick Ewing dalla Georgetown University che, nei successivi quindici anni, diventerà l'uomo simbolo della franchigia oltre che giocatore di grandissimo livello. Negli anni ottanta allenati in panchina prima da Hubie Brown e in seguito da Rick Pitino, grazie all'apporto di giocatori importanti come gli stessi King e Ewing vincitore del premio di matricola dell'anno, a cui aggiungere Bill Cartwright, Rory Sparrow, Pat Cummings e Mark Jackson, riescono a giocare delle discrete stagioni. I Knicks degli anni ottanta sono infatti una presenza abbastanza regolare nei playoff, nonostante non riescano mai a raggiungere le finali Nba, fermati da squadre più attrezzate come i Boston Celtics, i Philadelphia 76ers o i Chicago Bulls.
Con la partenza di coach Pitino nella stagione 1989-1990, per i Knicks inizia un periodo di assestamento di un paio di anni prima con Stu Jackson e poi con John MacLeod, sostituito nel 1991 dall'arrivo di coach Pat Riley; l'allenatore dei titoli dei Los Angeles Lakers degli anni ottanta. In quegli anni, oltre al solito Ewing, vestono la canotta dei Knicks giocatori importanti come Charles Oakley, John Starks e Rolando Blackman che daranno un contributo decisivo per il ritorno della franchigia in una finale Nba. Nel 1992 sono eliminati in semifinale playoff contro i Chicago Bulls che saranno protagonisti di una seconda eliminazione dei Knicks anche l'anno successivo; questa volta nella finale della Eastern Conference.

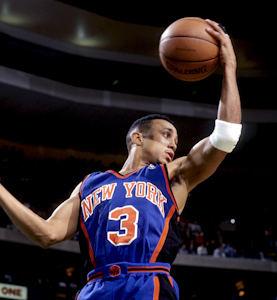
John Starks, vero idolo dei tifosi Knicks a metà degli anni '90.

La crescita della squadra è però sotto gli occhi di tutti e, nella stagione 1993-1994, arriva la settima finale Nba al termine di una stagione in cui i Knicks eliminano nei playoff ad est New Jersey Nets, Chicago Bulls e infine gli Indiana Pacers. Alle finali Nba, da cui i Knicks mancavano dal 1973, sono però gli Houston Rockets di Hakeem Olajuwon ad avere la meglio dopo sette gare.
Dopo una stagione 1994-1995 chiusa in semifinale dei playoff, Pat Riley annuncia la sua decisione di firmare per la panchina dei Miami Heat nonostante un contratto in essere con i Knicks fino al 1996. Per chiudere la controversia, gli Heat accettano di concedere ai Knicks la loro prima scelta al Draft NBA 1996 e un milione di dollari a titolo di risarcimento. Riley firma ufficialmente per gli Heat e al suo posto a New York arriva in panchina Jeff Van Gundy.
Nel 1996 arriva a New York l'ala Larry Johnson e nel 1998 la guardia Latrell Sprewell. I due, insieme all'inossidabile Ewing e alla guardia Allan Houston, formano il nucleo della squadra che, nella stagione 1998-99, riporta i Knicks in una finale Nba. Dopo essere stati eliminati per quattro stagioni consecutive nelle semifinali dei playoff tra il 1995 e il 1998, ecco che nel 1999 arriva l'ottava finale Nba della franchigia. Dopo aver eliminato nei playoff Miami Heat, Atlanta Hawks e in finale gli Indiana Pacers, i Knicks sono nuovamente sconfitti sul più bello nella finale Nba, questa volta per mano dei San Antonio Spurs di David Robinson e Tim Duncan. La stagione seguente la franchigia disputa un'altra ottima annata arrivando sino alle finali ad est, uscendo per mano degli Indiana Pacers di Reggie Miller. Con la fine della stagione si registra anche la partenza dopo quindici anni di Patrick Ewing, con destinazione Seattle. Per i Knicks si chiude un'era, proprio in concomitanza con l'avvento del nuovo millennio.

### La transizione degli anni duemila
Senza più Ewing e nonostante sia Houston che Sprewell siano ormai ascesi al ranking di stelle NBA, i Knicks non vanno oltre il primo turno contro i Toronto Raptors nel 2001. Nelle nove stagioni successive la franchigia centra l'obiettivo playoff solo in una circostanza, nel 2004, per fallire invece nelle altre otto stagioni e segnando il periodo più buio nella storia sportiva dei Knicks. In quel decennio si alternano sulla panchina prima Jeff Van Gundy, poi Don Chaney, Lenny Wilkens, Larry Brown e Isiah Thomas senza che nessuno riesca a risollevare realmente le sorti della squadra. I Knicks della metà degli anni duemila si poggiano su giocatori importanti come Stephon Marbury, Steve Francis, Jamal Crawford ed Eddy Curry, ma tranne che per il 2004, quando sono eliminati al primo turno playoff dai Nets, le altre stagioni terminano sempre con la regular season e la sensazione che un cambio di rotta sia necessario.

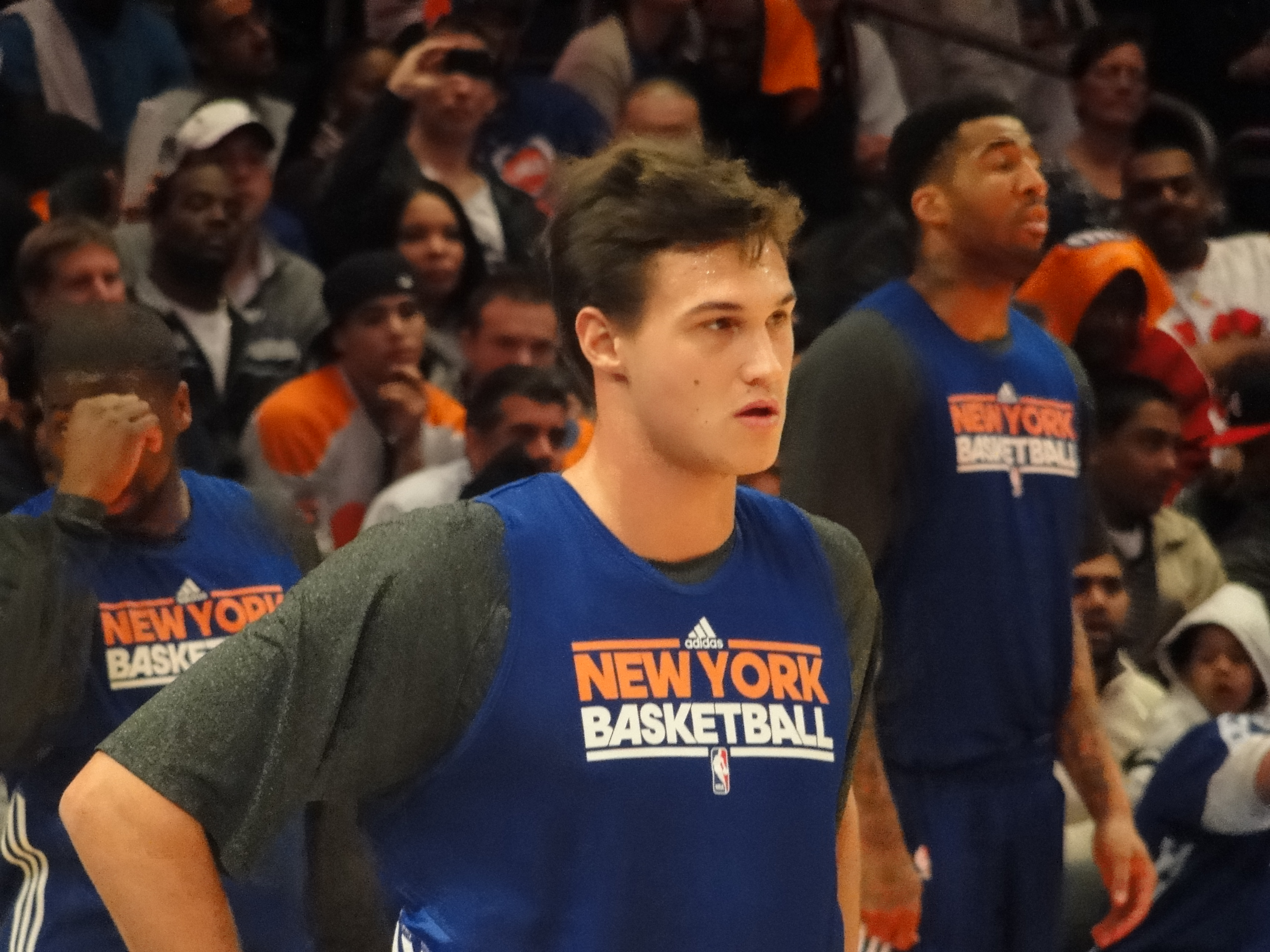
Danilo Gallinari viene scelto dai Knicks al Draft NBA 2008.

Nel 2008 il consiglio di amministrazione dei Knicks decide di iniziare un nuovo e ambizioso progetto per riportare la squadra ai vecchi fasti. La prima mossa è il licenziamento di coach Isiah Thomas a beneficio di Mike D'Antoni, già coach dei Phoenix Suns con cui ha impressionato nel triennio dal 2004 al 2007 con il suo gioco offensivo e spettacolare. Sistemata la situazione della panchina iniziano i cambi al roster in cui spicca la chiamata al Draft 2008 del giovane Danilo Gallinari a cui si aggiunge l'anno dopo il veterano Tracy McGrady senza che ci siano però reali stravolgimenti alla squadra. Obiettivo dichiarato della dirigenza è infatti dare a coach D'Antoni una squadra competitiva a partire dal 2010 grazie ai nomi importanti che saranno disponibili sul mercato dei free agent. Il biennio 2008-2010 termina con altre due eliminazioni in regular season nell'attesa per l'appunto di mettere mano sui giocatori individuati per il cambio di rotta.

### Anni duemiladieci: ripresa e nuovo declino
Obiettivo dei Knicks per il 2010 è l'ingaggio del trio composto da LeBron James, Dwyane Wade e Chris Bosh con cui la franchigia ha intenzione di aprire una dinastia. Purtroppo per New York, il trio decide di firmare con i Miami Heat e i Knicks si vedono così costretti a "ripiegare" su altre scelte. Arrivano in ogni caso a New York giocatori importanti come l'ala grande Amar'e Stoudemire con un contratto da 100 milioni, già giocatore di D'Antoni a Phoenix, a cui si aggiungono Raymond Felton, Chauncey Billups e Carmelo Anthony. La squadra torna a qualificarsi ai playoff dopo sei anni, venendo però eliminata al primo turno dai Boston Celtics.

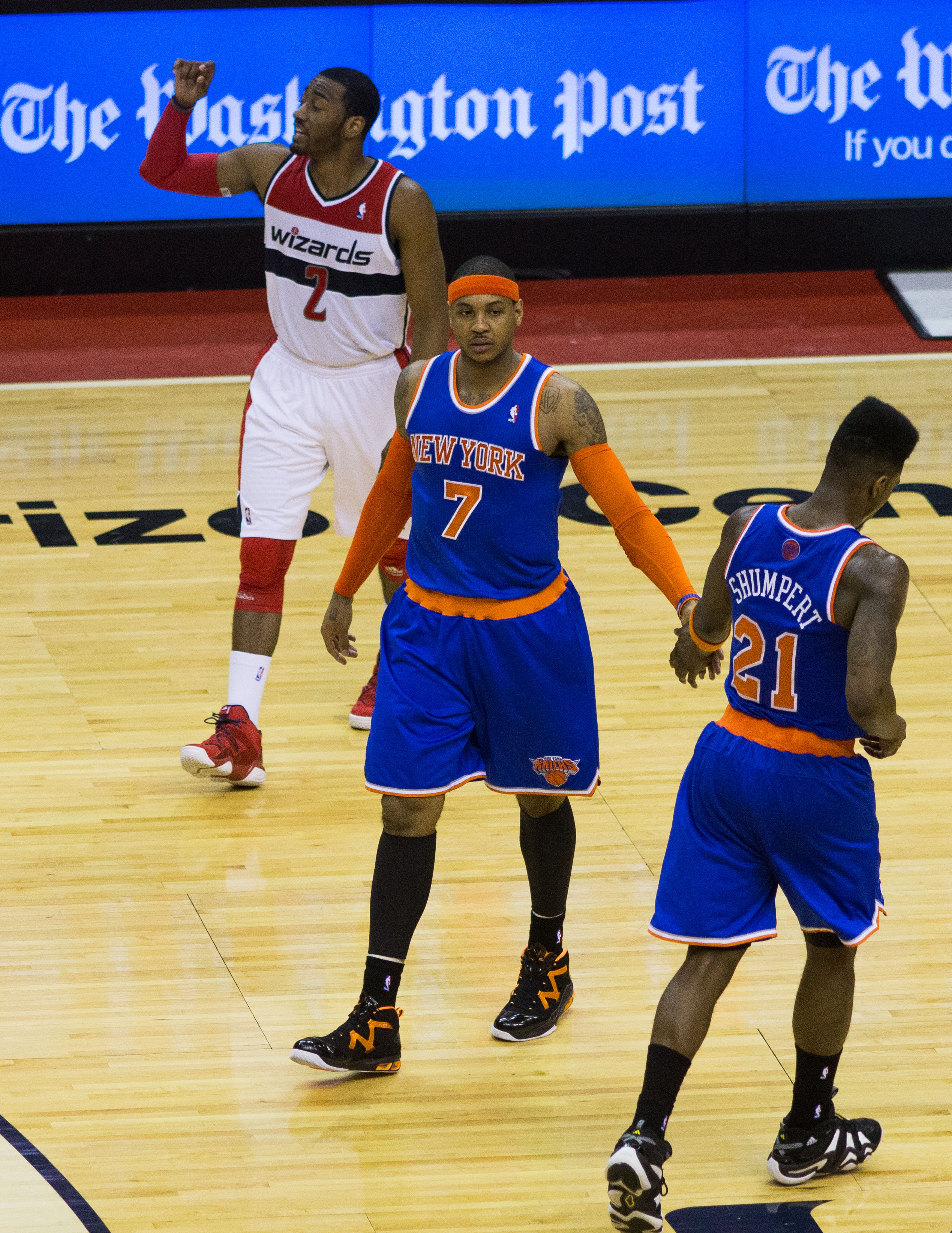
Carmelo Anthony (miglior marcatore NBA 2012-2013) e Iman Shumpert contro i Washington Wizards nel 2013

Per la stagione 2011-12 i Knicks continuano il loro ambizioso progetto aggiungendo al roster Tyson Chandler, Baron Davis, J.R. Smith e la sorpresa Jeremy Lin. I Knicks si propongono come squadra candidata al titolo ma, anche questa volta, vengono eliminati già al primo turno dei playoff e proprio dai Miami Heat. A stagione in corso Mike D'Antoni viene inoltre esonerato e al suo posto è ingaggiato Mike Woodson.

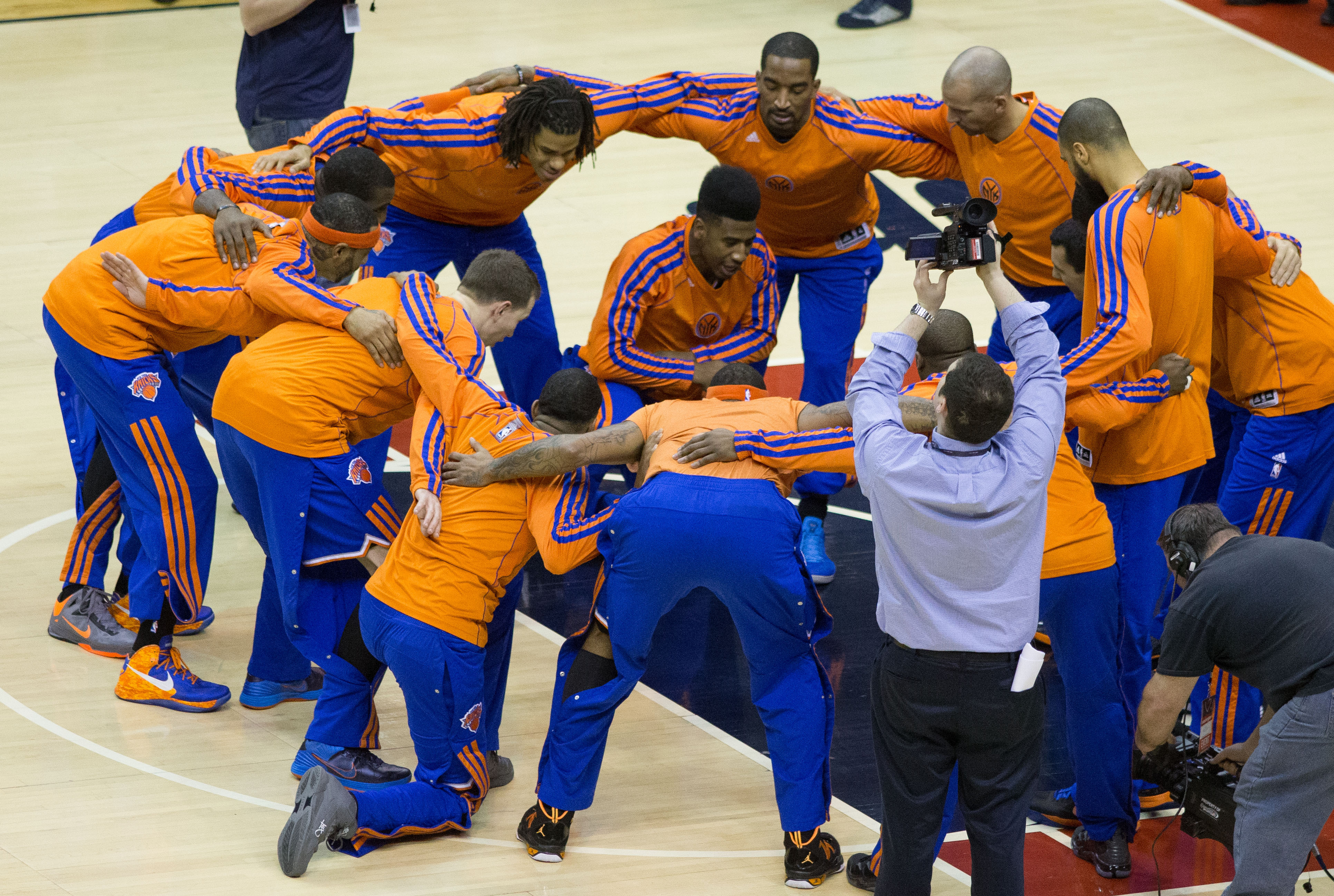
I Knicks nella stagione 2012-2013

La stagione 2012-13 si apre con l'arrivo di Jason Kidd, Marcus Camby e Kenyon Martin. La squadra chiude la stagione con un bilancio di 54-28, elimina al primo turno i Boston Celtics venendo poi clamorosamente sconfitta in semifinale dagli Indiana Pacers. Con questa eliminazione termina anche il processo di crescita della squadra, che come negli anni duemila riprende a collezionare stagioni negative nonostante abbia sempre a disposizione roster di ottimo livello. Dal 2014 al 2020 i Knicks non riescono a qualificarsi per i playoff.
In quei sei anni difficoltosi, dopo la parentesi Woodson in panchina si alternano prima Derek Fisher, poi Jeff Hornacek e infine David Fizdale. Vestono la canotta arancione-blu giocatori come Andrea Bargnani, José Calderón, Metta World Peace, Kristaps Porziņģis, Robin Lopez, Derrick Rose e Joakim Noah, più altri giovani prospetti che faticano però a entrare nei meccanismi di gioco. Sono però proprio alcuni di questi giovani, come Frank Ntilikina a cui si aggiunge poco dopo Julius Randle, su cui la franchigia prova per l'ennesima volta a ricostruire.

### Gli anni duemilaventi e il progetto di ricostruzione
Nella stagione 2020-2021 viene assunto come nuovo coach Tom Thibodeau, ex allenatore di Chicago Bulls e Minnesota Timberwolves, per iniziare un nuovo processo di ricostruzione. La squadra, grazie all'apporto di Julius Randle, Frank Ntilikina, Nerlens Noel e alcuni esperti veterani come Taj Gibson e Derrick Rose, ritorna a disputare i playoff dopo sette anni di assenza. Al primo turno i Knicks sono eliminati dagli Atlanta Hawks di Trae Young. Piccolo passo indietro la stagione seguente dove la squadra, nonostante le aggiunte di giocatori come Kemba Walker ed Evan Fournier, viene subito eliminata nella regular season. Al draft 2022 i Knicks selezionano il francese Ousmane Dieng e l'americano Trevor Keels.

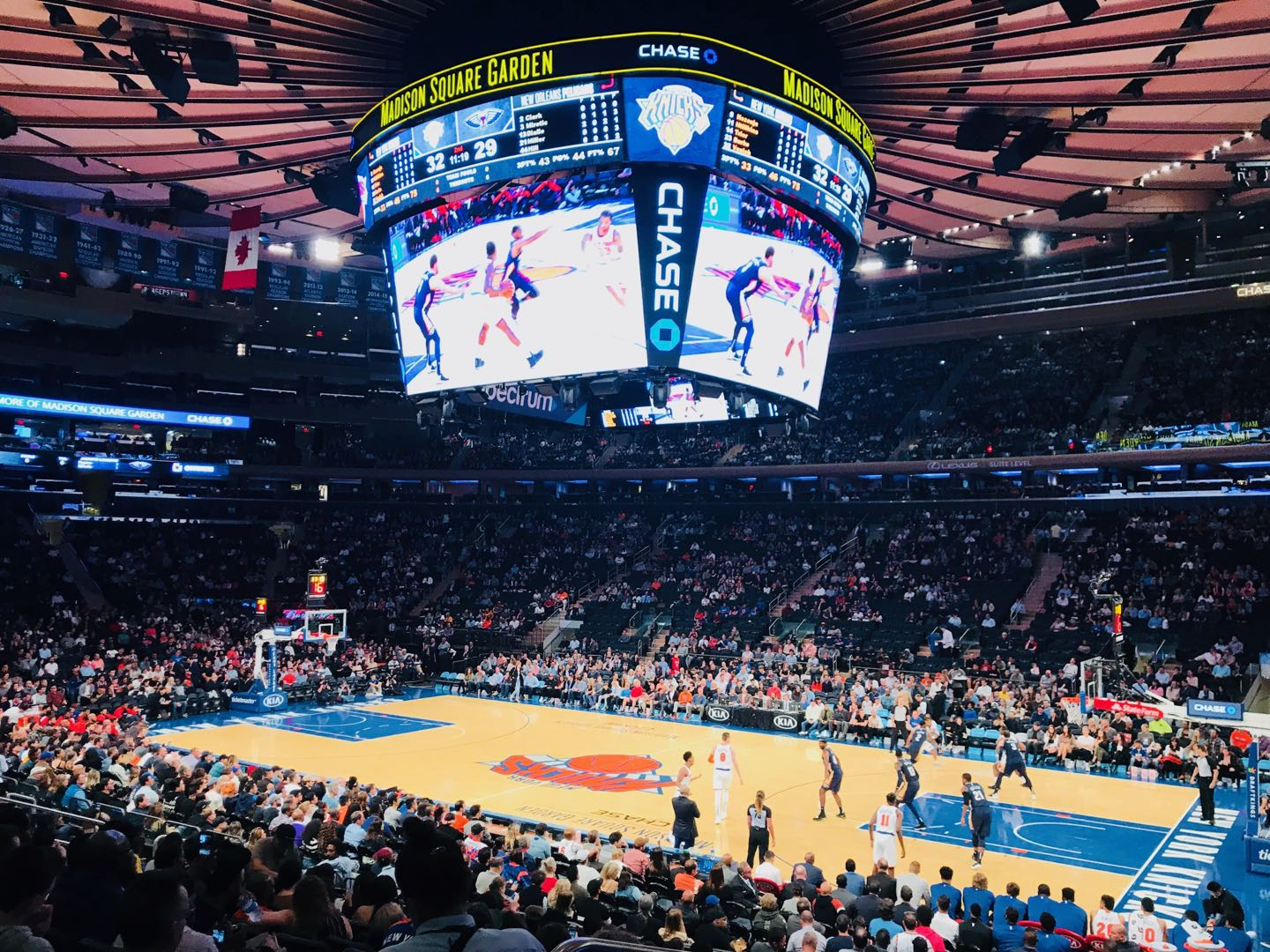
Madison Square Garden

## Arene di gioco
- Madison Square Garden (III) (1946-1968)
  - occasionalmente (1946-1960): 69th Regiment Armory
- Madison Square Garden (IV) (1968-presente)

## Evoluzione divisa
| Stagioni | Divise      | Divise    | Divise       | Divise | Divise  | Divise |
| -------- | ----------- | --------- | ------------ | ------ | ------- | ------ |
| 1983-96  | Casa        | Trasferta |              |        |         |        |
| 1997-05  | Casa        | Trasferta |              |        |         |        |
| 2005-06  | Casa        | Trasferta | Classic      |        |         |        |
| 2006-12  | Casa        | Trasferta |              |        |         |        |
| 2012-13  | Casa        | Trasferta |              |        |         |        |
| 2013-14  | Casa        | Trasferta | Terza divisa |        |         |        |
| 2014-15  | Casa        | Trasferta |              |        |         |        |
| 2015-16  | Casa        | Trasferta | Classic      |        |         |        |
| 2016-17  | Association | Icon      | Classic      |        |         |        |
| 2017-18  | Association | Icon      | Statement    | City   |         |        |
| 2018-19  | Association | Icon      | Statement    | City   |         |        |
| 2019-20  | Association | Icon      | Statement    | City   |         |        |
| 2020-21  | Association | Icon      | Statement    | City   |         |        |
| 2021-22  | Association | Icon      | Statement    | City   | Classic |        |
| 2022-23  | Association | Icon      | Statement    | City   |         |        |
| 2023-24  | Association | Icon      | Statement    | City   |         |        |

## Squadra attuale
| \| Pos. \| Num. \| Naz. \| Nome \| Altezza \| Peso \| Data nascita \| Provenienza \| \| ----- \| ---- \| ---- \| ------------------- \| ------- \| ------ \| ------------ \| ------------- \| \| P/G \| 00 \| \| Clarkson, Jordan \| 193 cm \| 88 kg \| 07-06-1992 \| Missouri \| \| G \| 0 \| \| Wright, Delon \| 196 cm \| 84 kg \| 26-04-1992 \| Utah \| \| P/G \| 1 \| \| Payne, Cameron \| 191 cm \| 83 kg \| 08-08-1994 \| Murray State \| \| P \| 2 \| \| McBride, Miles \| 188 cm \| 90 kg \| 08-09-2000 \| West Virginia \| \| G \| 3 \| \| Hart, Josh \| 196 cm \| 97 kg \| 06-03-1995 \| Villanova \| \| AP \| 4 \| \| Dadiet, Pacôme \| 203 cm \| 98 kg \| 27-07-2005 \| Francia \| \| AG/C \| 5 \| \| Achiuwa, Precious \| 203 cm \| 102 kg \| 19-09-1999 \| Mempihs \| \| AP \| 8 \| \| Anunoby, OG \| 201 cm \| 109 kg \| 17-07-1997 \| Indiana \| \| G \| 9 \| \| McCullar, Kevin \| 201 cm \| 96 kg \| 15-03-2001 \| Kansas \| \| P \| 11 \| \| Brunson, Jalen \| 185 cm \| 90 kg \| 31-08-1996 \| Villanova \| \| G \| 13 \| \| Kolek, Tyler \| 191 cm \| 88 kg \| 27-03-2001 \| Marquette \| \| AP \| 14 \| \| Beauchamp, MarJon \| 201 cm \| 90 kg \| 12-10-2000 \| Yakima Valley \| \| AP/AG \| 17 \| \| Tucker, P.J. \| 196 cm \| 111 kg \| 05-05-1985 \| Texas \| \| AP/AG \| 21 \| \| Watson, Anton \| 203 cm \| 102 kg \| 06-10-2000 \| Gonzaga \| \| C \| 23 \| \| Robinson, Mitchell \| 213 cm \| 109 kg \| 01-04-1998 \| Chalmette HS \| \| AP \| 25 \| \| Bridges, Mikal \| 198 cm \| 95 kg \| 30-08-1996 \| Villanova \| \| AG \| 28 \| \| Yabusele, Guerschon \| 206 cm \| 123 kg \| 17-12-1995 \| Francia \| \| C \| 32 \| \| Towns, Karl-Anthony \| 213 cm \| 112 kg \| 15-11-1995 \| Kentucky \| \| P \| 44 \| \| Shamet, Landry \| 193 cm \| 86 kg \| 13-03-1997 \| Wichita State \| \| AG \| 51 \| \| Diawara, Mohamed \| 203 cm \| 91 kg \| 29-04-2005 \| Francia \| \| C \| 55 \| \| Hukporti, Ariel \| 213 cm \| 115 kg \| 12-04-2002 \| Germania \| | Allenatore - Mike Brown Assistente/i - Rick Brunson - Darren Erman - Andy Greer - Mark Bryant - Maurice Cheeks - Daisuke Yoshimoto - Daniel Brady Legenda - (C) Capitano - (FA) Free agent - (S) Sospeso - (TW) Contratto Two-way - (GL) Assegnato a squadra G League affiliata - (SD) Scelto al Draft - Infortunato Roster • Transazioni · Ultima transazione: 10 luglio 2025 |                                                     |                     |         |        |              |               |
| Pos. | Num. | Naz.                                                | Nome                | Altezza | Peso   | Data nascita | Provenienza   |
| P/G | 00 | Stati Uniti (bandiera) · Filippine (bandiera)       | Clarkson, Jordan    | 193 cm  | 88 kg  | 07-06-1992   | Missouri      |
| G | 0 | Stati Uniti (bandiera)                              | Wright, Delon       | 196 cm  | 84 kg  | 26-04-1992   | Utah          |
| P/G | 1 | Stati Uniti (bandiera)                              | Payne, Cameron      | 191 cm  | 83 kg  | 08-08-1994   | Murray State  |
| P | 2 | Stati Uniti (bandiera)                              | McBride, Miles      | 188 cm  | 90 kg  | 08-09-2000   | West Virginia |
| G | 3 | Stati Uniti (bandiera)                              | Hart, Josh          | 196 cm  | 97 kg  | 06-03-1995   | Villanova     |
| AP | 4 | Francia (bandiera)                                  | Dadiet, Pacôme      | 203 cm  | 98 kg  | 27-07-2005   | Francia       |
| AG/C | 5 | Nigeria (bandiera)                                  | Achiuwa, Precious   | 203 cm  | 102 kg | 19-09-1999   | Mempihs       |
| AP | 8 | Regno Unito (bandiera)                              | Anunoby, OG         | 201 cm  | 109 kg | 17-07-1997   | Indiana       |
| G | 9 | Stati Uniti (bandiera)                              | McCullar, Kevin     | 201 cm  | 96 kg  | 15-03-2001   | Kansas        |
| P | 11 | Stati Uniti (bandiera)                              | Brunson, Jalen      | 185 cm  | 90 kg  | 31-08-1996   | Villanova     |
| G | 13 | Stati Uniti (bandiera)                              | Kolek, Tyler        | 191 cm  | 88 kg  | 27-03-2001   | Marquette     |
| AP | 14 | Stati Uniti (bandiera)                              | Beauchamp, MarJon   | 201 cm  | 90 kg  | 12-10-2000   | Yakima Valley |
| AP/AG | 17 | Stati Uniti (bandiera)                              | Tucker, P.J.        | 196 cm  | 111 kg | 05-05-1985   | Texas         |
| AP/AG | 21 | Stati Uniti (bandiera)                              | Watson, Anton       | 203 cm  | 102 kg | 06-10-2000   | Gonzaga       |
| C | 23 | Stati Uniti (bandiera)                              | Robinson, Mitchell  | 213 cm  | 109 kg | 01-04-1998   | Chalmette HS  |
| AP | 25 | Stati Uniti (bandiera)                              | Bridges, Mikal      | 198 cm  | 95 kg  | 30-08-1996   | Villanova     |
| AG | 28 | Francia (bandiera)                                  | Yabusele, Guerschon | 206 cm  | 123 kg | 17-12-1995   | Francia       |
| C | 32 | Stati Uniti (bandiera) · Rep. Dominicana (bandiera) | Towns, Karl-Anthony | 213 cm  | 112 kg | 15-11-1995   | Kentucky      |
| P | 44 | Stati Uniti (bandiera)                              | Shamet, Landry      | 193 cm  | 86 kg  | 13-03-1997   | Wichita State |
| AG | 51 | Francia (bandiera)                                  | Diawara, Mohamed    | 203 cm  | 91 kg  | 29-04-2005   | Francia       |
| C | 55 | Germania (bandiera)                                 | Hukporti, Ariel     | 213 cm  | 115 kg | 12-04-2002   | Germania      |

## Record stagione per stagione
| Campione NBA | Campione di Division (Playoffs)/Conference | Campione di Division |

| Stagione              | V    | P    | %    | Playoff | Risultati                                                                                  |
| --------------------- | ---- | ---- | ---- | --- | ------------------------------------------------------------------------------------------ |
| New York Knicks (BAA) |      |      |      | |                                                                                            |
| 1946–47               | 33   | 27   | 55,0 | Vincono i quarti di finale, Eliminati alle semifinali                                                               | New York 2, Cleveland 1 Philadelphia 2, New York 0                                         |
| 1947–48               | 26   | 22   | 54,2 | Eliminati ai quarti di finale                                                                                       | Baltimore 2, New York 1                                                                    |
| 1948–49               | 32   | 28   | 57,8 | Vincono le semifinali di Division Eliminati alle finali di Division                                                 | New York 2, Baltimore 1 Washington 2, New York 1                                           |
| New York Knicks (NBA) |      |      |      | |                                                                                            |
| 1949–50               | 40   | 28   | 58,8 | Vincono le semifinali di Division, Eliminati alle finali di Division                                                | New York 2, Washington 0 Syracuse 2, New York 1                                            |
| 1950–51               | 36   | 30   | 54,5 | Vincono le semifinali di Division, Vincono le finali di Division, Perdono le Finali NBA                             | New York 2, Boston 0 New York 3, Syracuse 2 Rochester 4, New York 3                        |
| 1951–52               | 37   | 29   | 56,1 | Vincono le semifinali di Division, Vincono le finali di Division, Perdono le Finali NBA                             | New York 2, Boston 1 New York 3, Syracuse 1 Minneapolis 4, New York 3                      |
| 1952–53               | 47   | 23   | 67,1 | Vincono le semifinali di Division, Vincono le finali di Division, Perdono le Finali NBA                             | New York 2, Baltimore 0 New York 3, Boston 1 Minneapolis 4, New York 1                     |
| 1953–54               | 44   | 28   | 61,1 | Eliminati alle semifinali di Division                                                                               | Boston, Syracuse 2, New York 0                                                             |
| 1954–55               | 38   | 34   | 52,8 | Eliminati alle semifinali di Division                                                                               | Boston 2, New York 1                                                                       |
| 1955–56               | 35   | 37   | 48,6 | Perdono Tiebreaker Playoffs                                                                                         | Syracuse 1, New York 0                                                                     |
| 1956–57               | 36   | 36   | 50,0 | |                                                                                            |
| 1957–58               | 35   | 37   | 48,6 | |                                                                                            |
| 1958–59               | 40   | 32   | 55,6 | Eliminati alle semifinali di Division                                                                               | Syracuse 2, New York 0                                                                     |
| 1959–60               | 27   | 48   | 36,0 | |                                                                                            |
| 1960–61               | 21   | 58   | 26,6 | |                                                                                            |
| 1961–62               | 29   | 51   | 36,3 | |                                                                                            |
| 1962–63               | 21   | 59   | 26,3 | |                                                                                            |
| 1963–64               | 22   | 58   | 27,5 | |                                                                                            |
| 1964–65               | 31   | 49   | 38,8 | |                                                                                            |
| 1965–66               | 30   | 50   | 37,5 | |                                                                                            |
| 1966–67               | 36   | 45   | 44,4 | Eliminati alle semifinali di Division                                                                               | Boston 3, New York 1                                                                       |
| 1967–68               | 43   | 39   | 52,4 | Eliminati alle semifinali di Division                                                                               | Philadelphia 4, New York 2                                                                 |
| 1968–69               | 54   | 28   | 65,9 | Vincono le semifinali di Division, eliminati alle finali di Division                                                | New York 4, Baltimora 0 Boston 4, New York 2                                               |
| 1969–70               | 60   | 22   | 73,2 | Vincono le semifinali di Division, vincono le finali di Division, Vincono le Finali NBA                             | New York 4, Baltimora 3 New York 4, Milwaukee 1 New York 4, L.A. Lakers 3                  |
| 1970–71               | 52   | 30   | 63,4 | Vincono le semifinali di Conference, eliminati alle finali di Conference                                            | New York 4, Atlanta 1 Baltimora 4, New York 3                                              |
| 1971–72               | 48   | 34   | 58,5 | Vincono le semifinali di Conference, vincono le finali di Conference, Perdono le Finali NBA                         | New York 4, Baltimora 2 New York 4, Boston 1 L.A. Lakers 4, New York 1                     |
| 1972–73               | 57   | 25   | 69,5 | Vincono le semifinali di Conference, vincono le finali di Conference, Vincono le Finali NBA                         | New York 4, Baltimora 1 New York 4, Boston 3 New York 4, L.A. Lakers 1                     |
| 1973–74               | 49   | 33   | 59,8 | Vincono le semifinali di Conference, eliminati alle finali di Conference                                            | New York 4, Capitol 3 Boston 4, New York 1                                                 |
| 1974–75               | 40   | 42   | 48,8 | Eliminati al Primo Round                                                                                            | Houston 2, New York 1                                                                      |
| 1975–76               | 38   | 44   | 46,3 | |                                                                                            |
| 1976–77               | 40   | 42   | 48,8 | |                                                                                            |
| 1977–78               | 43   | 39   | 52,4 | Vincono il Primo Round, eliminati alle semifinali di Conference                                                     | New York 2, Cleveland 0 Philadelphia 4, New York 0                                         |
| 1978–79               | 31   | 51   | 37,8 | |                                                                                            |
| 1979–80               | 39   | 43   | 47,6 | |                                                                                            |
| 1980–81               | 50   | 32   | 61,0 | Eliminati al Primo Round                                                                                            | Chicago 2, New York 0                                                                      |
| 1981–82               | 33   | 49   | 40,2 | |                                                                                            |
| 1982–83               | 44   | 38   | 53,7 | Vincono il Primo Round, eliminati alle semifinali di Conference                                                     | New York 2, New Jersey 0 Philadelphia 4, New York 0                                        |
| 1983–84               | 47   | 35   | 57,3 | Vincono il Primo Round, eliminati alle semifinali di Conference                                                     | New York 3, Detroit 2 Boston 4, New York 3                                                 |
| 1984–85               | 24   | 58   | 29,3 | |                                                                                            |
| 1985–86               | 23   | 59   | 28,0 | |                                                                                            |
| 1986–87               | 24   | 58   | 29,3 | |                                                                                            |
| 1987–88               | 38   | 44   | 46,3 | Eliminati al Primo Round                                                                                            | Boston 3, New York 1                                                                       |
| 1988–89               | 52   | 30   | 63,4 | Vincono il Primo Round, eliminati alle semifinali di Conference                                                     | New York 3, Philadelphia 0 Chicago 4, New York 2                                           |
| 1989–90               | 45   | 37   | 54,9 | Vincono il Primo Round, eliminati alle semifinali di Conference                                                     | New York 3, Boston 1 Detroit 4, New York 1                                                 |
| 1990–91               | 39   | 43   | 47,6 | Eliminati al Primo Round                                                                                            | Chicago 3, New York 0                                                                      |
| 1991–92               | 51   | 31   | 62,2 | Vincono il Primo Round, eliminati alle semifinali di Conference                                                     | New York 3, Detroit 2 Chicago 4, New York 3                                                |
| 1992–93               | 60   | 22   | 73,2 | Vincono il Primo Round, vincono le semifinali di Conference, perdono le Finali di Conference                        | New York 3, Indiana 1 New York 4, Charlotte 1 Chicago 4, New York 2                        |
| 1993–94               | 57   | 25   | 69,5 | Vincono il Primo Round, vincono le semifinali di Conference, vincono le Finali di Conference, perdono le Finali NBA | New York 3, New Jersey 1 New York 4, Chicago 3 New York 4, Indiana 3 Houston 4, New York 3 |
| 1994–95               | 55   | 27   | 67,1 | Vincono il Primo Round, eliminati alle semifinali di Conference                                                     | New York 3, Cleveland 1 Indiana 4, New York 3                                              |
| 1995–96               | 47   | 35   | 57,3 | Vincono il Primo Round, eliminati alle semifinali di Conference                                                     | New York 3, Cleveland 0 Chicago 4, New York 1                                              |
| 1996–97               | 57   | 25   | 69,5 | Vincono il Primo Round, eliminati alle semifinali di Conference                                                     | New York 3, Charlotte 1 Miami 4, New York 3                                                |
| 1997–98               | 43   | 39   | 52,4 | Vincono il Primo Round, eliminati alle semifinali di Conference                                                     | New York 3, Miami 1 Indiana 4, New York 1                                                  |
| 1998–991              | 27   | 23   | 54,0 | Vincono il Primo Round, vincono le semifinali di Conference, vincono le Finali di Conference, perdono le Finali NBA | New York 3, Miami 2 New York 4, Atlanta 0 New York 4, Indiana 2 San Antonio 4, New York 1  |
| 1999–00               | 50   | 32   | 61,0 | Vincono il Primo Round, vincono le semifinali di Conference, perdono le Finali di Conference                        | New York 3, Toronto 0 New York 4, Miami 3 Indiana 4, New York 2                            |
| 2000–01               | 48   | 34   | 58,5 | Eliminati al Primo Round                                                                                            | Toronto 3, New York 2                                                                      |
| 2001–02               | 30   | 52   | 36,6 | |                                                                                            |
| 2002–03               | 39   | 43   | 47,6 | |                                                                                            |
| 2003–04               | 33   | 49   | 40,2 | Eliminati al Primo Round                                                                                            | New Jersey 4, New York 0                                                                   |
| 2004–05               | 33   | 49   | 40,2 | |                                                                                            |
| 2005–06               | 23   | 59   | 28,0 | |                                                                                            |
| 2006–07               | 33   | 49   | 40,2 | |                                                                                            |
| 2007–08               | 23   | 59   | 28,0 | |                                                                                            |
| 2008–09               | 32   | 50   | 39,0 | |                                                                                            |
| 2009–10               | 29   | 53   | 35,4 | |                                                                                            |
| 2010–11               | 42   | 40   | 51,2 | Eliminati al Primo Round                                                                                            | New York 0, Boston 4                                                                       |
| 2011–122              | 36   | 30   | 54,5 | Eliminati al Primo Round                                                                                            | New York 1, Miami 4                                                                        |
| 2012–13               | 54   | 28   | 65,9 | Vincono il Primo Round, eliminati alle semifinali di Conference                                                     | New York 4, Boston 2 Indiana 4, New York 2                                                 |
| 2013–14               | 37   | 45   | 45,1 | |                                                                                            |
| 2014–15               | 17   | 65   | 20,2 | |                                                                                            |
| 2015–16               | 32   | 50   | 39,0 | |                                                                                            |
| 2016–17               | 31   | 51   | 37,8 | |                                                                                            |
| 2017–18               | 29   | 53   | 35,4 | |                                                                                            |
| 2018–19               | 17   | 65   | 20,7 | |                                                                                            |
| 2019–203              | 21   | 45   | 31,8 | |                                                                                            |
| 2020–214              | 41   | 31   | 56,9 | Eliminati al Primo Round                                                                                            | Atlanta 4, New York 1                                                                      |
| 2021-22               | 37   | 45   | 45,1 | |                                                                                            |
| 2022-23               | 47   | 35   | 57,3 | Vincono il Primo Round, eliminati alle semifinali di Conference                                                     | New York 4, Cleveland 1 Miami 4, New York 2                                                |
| 2023-24               | 50   | 32   | 61,0 | Vincono il Primo Round, eliminati alle semifinali di Conference                                                     | New York 4, Philadelphia 2 Indiana 4, New York 3                                           |
| 2024-25               | 51   | 31   | 62,2 | Vincono il Primo Round, vincono le semifinali di Conference, perdono le Finali di Conference                        | New York 4, Detroit 2 New York 4, Boston 2 Indiana 4, New York 2                           |
| Totale BAA-NBA        | 3025 | 3162 | 48,9 | |                                                                                            |
| Playoffs BAA-NBA      | 210  | 212  | 49,8 | 2 Titoli NBA | 2 Titoli NBA                                                                               |
| Totale                | 3235 | 3374 | 48,9 | |                                                                                            |

1 Stagione più breve (50 incontri) a causa del lockout

2 Stagione più breve (66 incontri) a causa del lockout

3 Stagione più breve (76 incontri) a causa della pandemia COVID-19

4 Stagione più breve (72 incontri) a causa della pandemia COVID-19

## Membri della Basketball Hall of Fame
| Membri New York Knicks nella Basketball Hall of Fame | Membri New York Knicks nella Basketball Hall of Fame | Membri New York Knicks nella Basketball Hall of Fame | Membri New York Knicks nella Basketball Hall of Fame | Membri New York Knicks nella Basketball Hall of Fame | Membri New York Knicks nella Basketball Hall of Fame | Membri New York Knicks nella Basketball Hall of Fame | Membri New York Knicks nella Basketball Hall of Fame | Membri New York Knicks nella Basketball Hall of Fame | Membri New York Knicks nella Basketball Hall of Fame |
| Giocatori                                            | Giocatori                                            | Giocatori                                            | Giocatori                                            | Giocatori                                            | Giocatori                                            | Giocatori                                            | Giocatori                                            | Giocatori                                            | Giocatori                                            |
| Num.                                                 | Nome                                                 | Ruolo                                                | Stagione/i                                           | Introdotto                                           | Num.                                                 | Nome                                                 | Ruolo                                                | Stagione/i                                           | Introdotto                                           |
| ---------------------------------------------------- | ---------------------------------------------------- | ---------------------------------------------------- | ---------------------------------------------------- | ---------------------------------------------------- | ---------------------------------------------------- | ---------------------------------------------------- | ---------------------------------------------------- | ---------------------------------------------------- | ---------------------------------------------------- |
| 3                                                    | Tracy McGrady                                        | G/AP                                                 | 2010                                                 | 2017                                                 | 6                                                    | Tom Gola                                             | G/AP                                                 | 1962–1966                                            | 1976                                                 |
| 7                                                    | Slater Martin                                        | P                                                    | 1956                                                 | 1982                                                 | 8                                                    | Walt Bellamy                                         | C                                                    | 1965–1968                                            | 1993                                                 |
| 8 19                                                 | Nat Clifton                                          | AG                                                   | 1950–1956                                            | 2014                                                 | 9                                                    | Richie Guerin                                        | G                                                    | 1956–1963                                            | 2013                                                 |
| 10                                                   | Walt Frazier                                         | P                                                    | 1967–1977                                            | 1987                                                 | 11                                                   | Harry Gallatin                                       | AG/C                                                 | 1948–1957                                            | 1991                                                 |
| 11                                                   | Bob McAdoo                                           | AG/C                                                 | 1976–1979                                            | 2000                                                 | 15                                                   | Earl Monroe                                          | P                                                    | 1972–1980                                            | 1990                                                 |
| 15                                                   | Dick McGuire                                         | G                                                    | 1949–1957                                            | 1993                                                 | 19                                                   | Willis Reed                                          | C                                                    | 1964–1974                                            | 1982                                                 |
| 22                                                   | Dave DeBusschere                                     | AG                                                   | 1969–1974                                            | 1983                                                 | 24                                                   | Bill Bradley                                         | AP/G                                                 | 1967–1977                                            | 1982                                                 |
| 30                                                   | Bernard King                                         | AP                                                   | 1982–1987                                            | 2013                                                 | 32                                                   | Jerry Lucas                                          | C                                                    | 1971–1974                                            | 1980                                                 |
| 33                                                   | Patrick Ewing 1                                      | C                                                    | 1985–2000                                            | 2008                                                 | 42                                                   | Spencer Haywood                                      | AG/C                                                 | 1975–1979                                            | 2015                                                 |
| 55                                                   | Dikembe Mutombo                                      | C                                                    | 2003–2004                                            | 2015                                                 |                                                      |                                                      |                                                      |                                                      |                                                      |
| Staff                                                |                                                      |                                                      |                                                      |                                                      |                                                      |                                                      |                                                      |                                                      |                                                      |
| Nome                                                 | Nome                                                 | Ruolo                                                | Stagione/i                                           | Introdotto                                           | Nome                                                 | Nome                                                 | Ruolo                                                | Stagione/i                                           | Introdotto                                           |
| 613                                                  | Red Holzman                                          | Allenatore                                           | 1967–1977 1978–1982                                  | 1986                                                 | Hubie Brown 3                                        | Hubie Brown 3                                        | Allenatore                                           | 1982–1986                                            | 2005                                                 |
| Larry Brown                                          | Larry Brown                                          | Allenatore                                           | 2005–2006                                            | 2002                                                 | Don Nelson                                           | Don Nelson                                           | Allenatore                                           | 1995–1996                                            | 2012                                                 |
| Rick Pitino                                          | Rick Pitino                                          | Allenatore                                           | 1987–1989                                            | 2013                                                 | Pat Riley                                            | Pat Riley                                            | Allenatore                                           | 1991–1995                                            | 2008                                                 |
| Lenny Wilkens 2                                      | Lenny Wilkens 2                                      | Allenatore                                           | 2004–2005                                            | 1998                                                 |                                                      |                                                      |                                                      |                                                      |                                                      |

Note:
- 1 In totale, Ewing è stato introdotto due volte nella Hall of Fame - come giocatore e come membro della Nazionale Olimpica 1992.
- 2 In totale, Wilkens è stato introdotto tre volte nella Hall of Fame – come giocatore, come allenatore e come membro della Nazionale Olimpica 1992.
- 3 Introdotto in qualità di contributore.

## Numeri ritirati
| Numeri ritirati New York |                  |       |                     |                  |
| Num.                     | Giocatore        | Ruolo | Stagioni            | Giorno ritiro    |
| 10                       | Walt Frazier 1   | P     | 1967–1977           | 15 dicembre 1979 |
| 12                       | Dick Barnett     | G     | 1965–1974           | 10 marzo 1990    |
| 15 5                     | Earl Monroe      | P     | 1972–1980           | 1º marzo 1986    |
| 15 5                     | Dick McGuire 2   | G     | 1949–1957           | 14 marzo 1992    |
| 19                       | Willis Reed 3    | C     | 1964–1974           | 21 ottobre 1976  |
| 22                       | Dave DeBusschere | AP    | 1969–1974           | 24 marzo 1981    |
| 24                       | Bill Bradley     | AP    | 1967–1977           | 18 febbraio 1984 |
| 33                       | Patrick Ewing    | C     | 1985–2000           | 28 febbraio 2003 |
| 613                      | Red Holzman 4    | —     | 1967–1977 1978–1982 | 10 marzo 1990    |

Note:
- 1 Anche come telecronista.
- 2 Anche come allenatore (1965–1968) e direttore scouting.
- 3 Anche come allenatore (1977–1978).
- 4 come allenatore; 613 rappresenta il numero delle vittorie.
- 5 Numero ritirato due volte, prima per Monroe e 6 anni dopo per McGuire.[3]

## Allenatori
| Legenda | Legenda                                                       |
| ------- | ------------------------------------------------------------- |
| PA      | Partite allenate                                              |
| V       | Vittorie                                                      |
| S       | Sconfitte                                                     |
| V%      | Percentuale di vittorie                                       |
|         | Ha trascorso l'intera sua carriera da allenatore con i Knicks |
|         | Eletto nella Basketball Hall of Fame                          |

Note: Statistiche aggiornate a fine stagione 2024-2025.
| New York Knicks |                |           |     |     |     |       |    |    |    |      | |        |
| 1               | Neil Cohalan   | 1946–1947 | 60  | 33  | 27  | .550  | 5  | 2  | 3  | .400 | | [ 4 ]  |
| 2               | Joe Lapchick   | 1947–1956 | 573 | 326 | 247 | .569  | 60 | 30 | 30 | .500 | | [ 5 ]  |
| 3               | Vince Boryla   | 1956–1958 | 165 | 80  | 85  | .485  | —  | —  | —  | —    | | [ 6 ]  |
| 4               | Andrew Levane  | 1958–1959 | 99  | 48  | 51  | .485  | 2  | 0  | 2  | .000 | | [ 7 ]  |
| 5               | Carl Braun     | 1959–1961 | 127 | 40  | 87  | .315  | —  | —  | —  | —    | | [ 9 ]  |
| 6               | Eddie Donovan  | 1961–1965 | 278 | 84  | 194 | .302  | —  | —  | —  | —    | | [ 10 ] |
| 7               | Harry Gallatin | 1965      | 63  | 25  | 38  | .397  | —  | —  | —  | —    | | [ 11 ] |
| 8               | Dick McGuire   | 1965–1967 | 177 | 75  | 102 | .424  | 4  | 1  | 3  | .250 | | [ 12 ] |
| 9               | Red Holzman    | 1967–1977 | 783 | 466 | 317 | .595  | 95 | 54 | 41 | .568 | 1969–70 Allenatore dell'anno NBA 2 titoli NBA (1970, 1973) nella top 10 allenatori della storia NBA | [ 14 ] |
| 10              | Willis Reed    | 1977–1978 | 96  | 49  | 47  | .510  | 6  | 2  | 4  | .333 | | [ 15 ] |
| —               | Red Holzman    | 1978–1982 | 314 | 147 | 167 | .468  | 2  | 0  | 2  | .000 | nella top 10 allenatori della storia NBA                                                            | [ 14 ] |
| 11              | Hubie Brown    | 1982–1986 | 344 | 138 | 190 | .421  | 18 | 8  | 10 | .444 | | [ 16 ] |
| 12              | Bob Hill       | 1986–1987 | 66  | 20  | 46  | .303  | —  | —  | —  | —    | | [ 17 ] |
| 13              | Rick Pitino    | 1987–1989 | 164 | 90  | 74  | .549  | 13 | 6  | 7  | .462 | | [ 18 ] |
| 14              | Stu Jackson    | 1989–1990 | 97  | 52  | 45  | .536  | 10 | 4  | 6  | .400 | | [ 19 ] |
| 15              | John MacLeod   | 1990–1991 | 67  | 32  | 35  | .478  | 3  | 0  | 3  | .000 | | [ 20 ] |
| 16              | Pat Riley      | 1991–1995 | 328 | 223 | 105 | .680  | 63 | 35 | 28 | .556 | 1992–93 Allenatore dell'anno NBA nella top 10 allenatori della storia NBA                           | [ 21 ] |
| 17              | Don Nelson     | 1995–1996 | 59  | 34  | 25  | .576  | —  | —  | —  | —    | nella top 10 allenatori della storia NBA                                                            | [ 22 ] |
| 18              | Jeff Van Gundy | 1996–2001 | 420 | 248 | 172 | .590  | 69 | 37 | 32 | .536 | | [ 23 ] |
| 19              | Don Chaney     | 2001–2004 | 184 | 72  | 112 | .391  | —  | —  | —  | —    | | [ 24 ] |
| 20              | Herb Williams  | 2004      | 1   | 1   | 0   | 1.000 | —  | —  | —  | —    | | [ 25 ] |
| 21              | Lenny Wilkens  | 2004–2005 | 81  | 40  | 41  | .494  | 4  | 0  | 4  | .000 | nella top 10 allenatori della storia NBA                                                            | [ 26 ] |
| —               | Herb Williams  | 2005      | 43  | 16  | 27  | .372  | —  | —  | —  | —    | | [ 25 ] |
| 22              | Larry Brown    | 2005–2006 | 82  | 23  | 59  | .280  | —  | —  | —  | —    | | [ 27 ] |
| 23              | Isiah Thomas   | 2006–2008 | 164 | 56  | 108 | .341  | —  | —  | —  | —    | | [ 28 ] |
| 24              | Mike D'Antoni  | 2008–2012 | 288 | 121 | 167 | .420  | 4  | 0  | 4  | .000 | | [ 29 ] |
| 25              | Mike Woodson   | 2012–2014 | 188 | 109 | 79  | .580  | 17 | 7  | 10 | .412 | | [ 30 ] |
| 26              | Derek Fisher   | 2014–2016 | 136 | 40  | 96  | .294  | —  | —  | —  | —    | | [ 31 ] |
| 27              | Kurt Rambis    | 2016      | 28  | 9   | 19  | .321  | —  | —  | —  | —    | | [ 32 ] |
| 28              | Jeff Hornacek  | 2016–2018 | 164 | 60  | 104 | .366  | —  | —  | —  | —    | | [ 33 ] |
| 29              | David Fizdale  | 2018–2019 | 104 | 21  | 83  | .202  | —  | —  | —  | —    | | [ 34 ] |
| 30              | Mike Miller    | 2019–2020 | 44  | 17  | 27  | .386  | —  | —  | —  | —    | | [ 35 ] |
| 31              | Tom Thibodeau  | 2020–2025 | 400 | 226 | 174 | .565  | 47 | 24 | 23 | .511 | | [ 36 ] |
| 32              | Mike Brown     | 2025–     | —   | —   | —   | –     | —  | —  | —  | —    | |        |

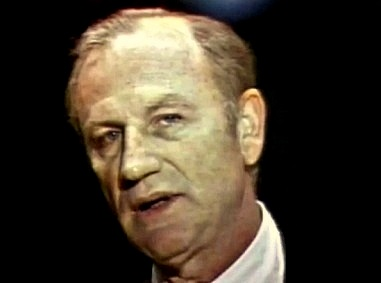
Red Holzman è stato NBA Coach of the Year 1969, e ha vinto due titoli NBA nel (1970, 1973).
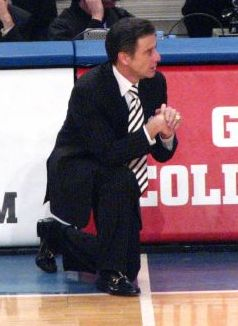
Rick Pitino è stato allenatore dei Knicks dal 1987 al 1988.
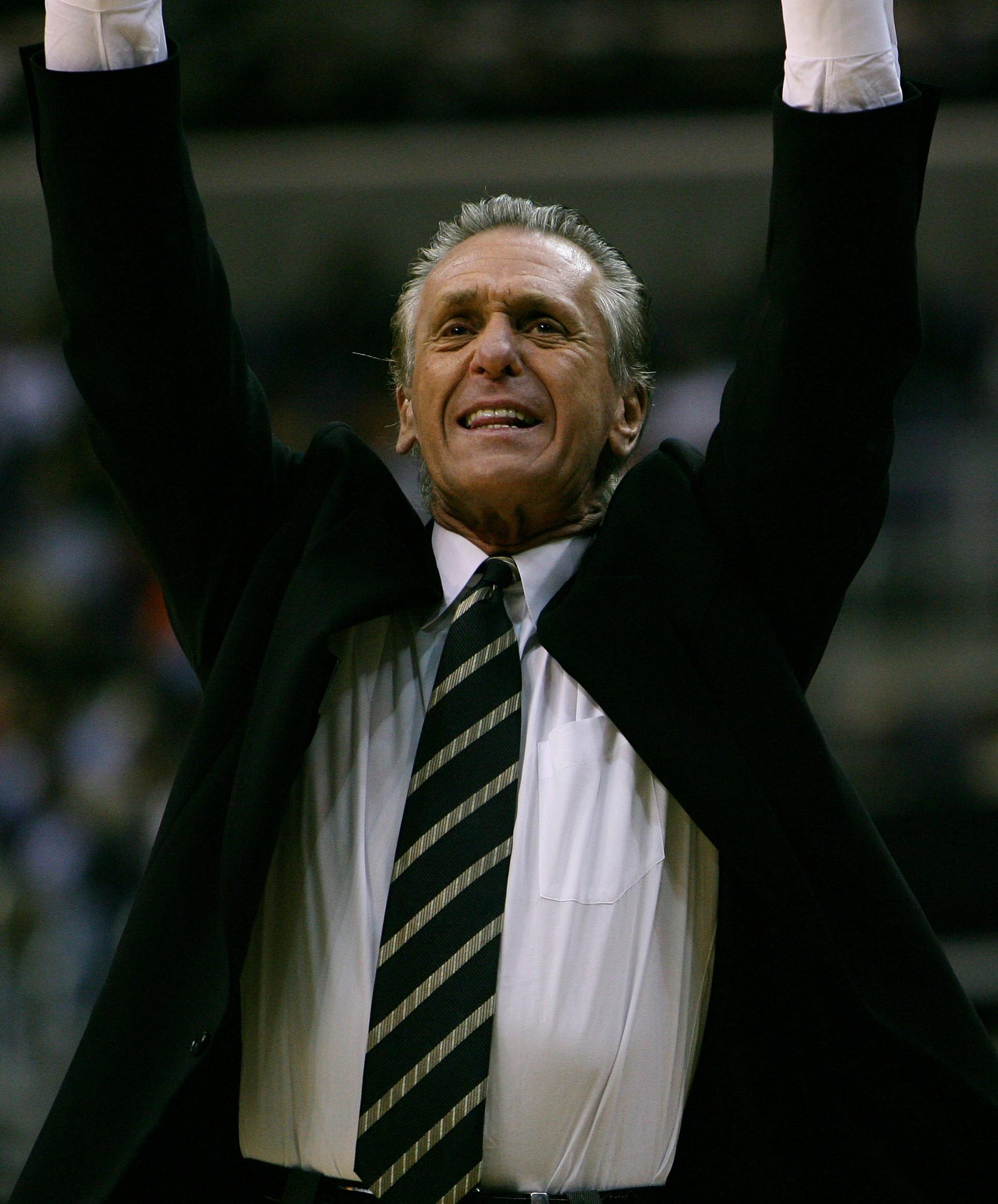
Pat Riley è stato allenatore dei Knicks dal 1991 al 1995.
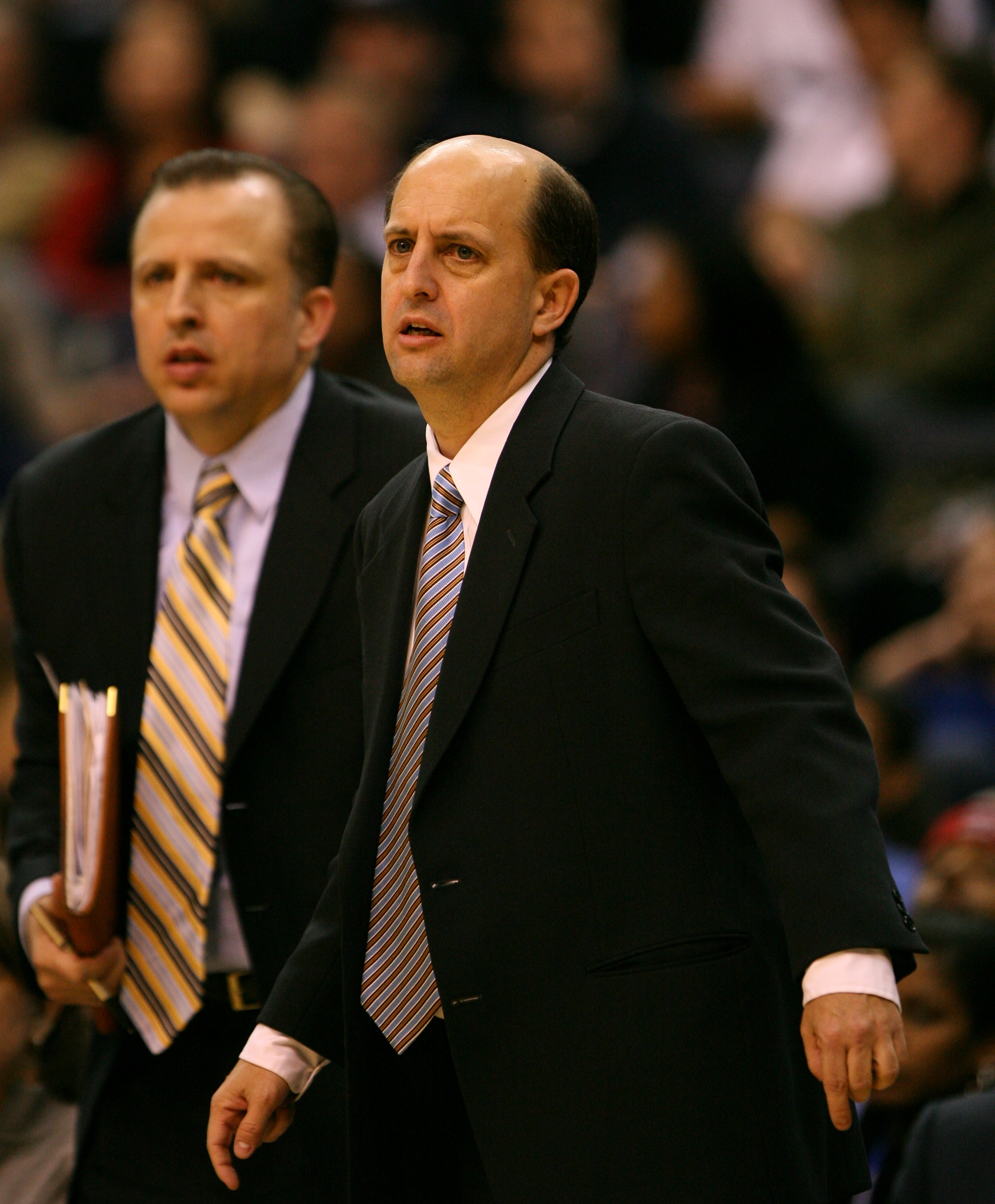
Jeff Van Gundy è stato allenatore dei Knicks dal 1995 al 2001.
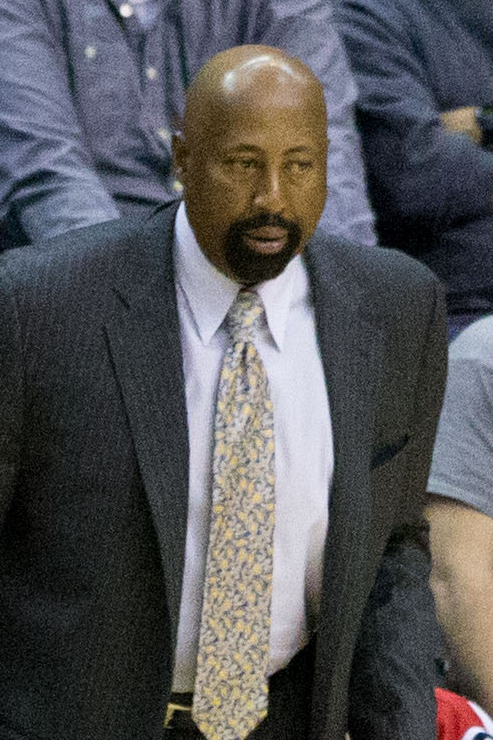
Mike Woodson è stato allenatore dei Knicks dal 2011 al 2013.
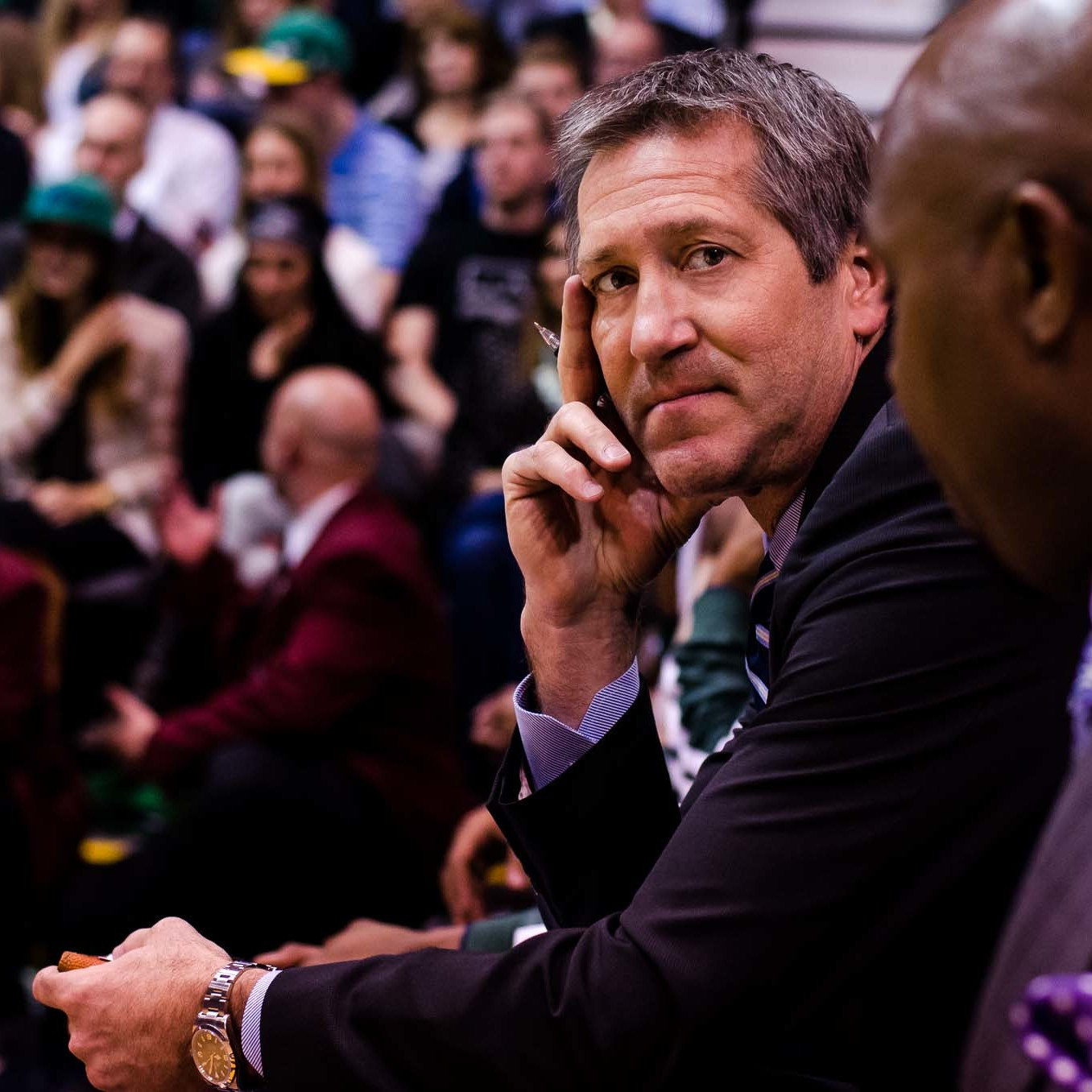
Jeff Hornacek è stato allenatore dei Knicks dal 2016 al 2017.
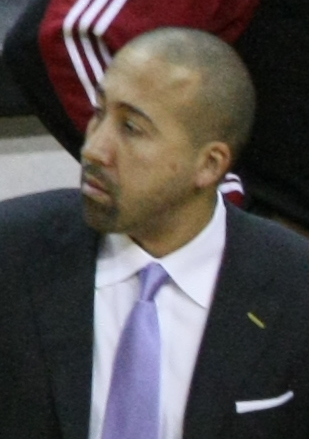
David Fizdale è stato allenatore dei Knicks dal 2018 al 2019.

## Palmarès
| Palmarès New York Knicks      |        |                                                                                        |
|                               | Titoli | Anni                                                                                   |
| Titoli NBA                    | 2      | 1970, 1973                                                                             |
| Titoli di Division (Playoffs) | 4      | 1951, 1952, 1953, 1970                                                                 |
| Titoli di Conference          | 4      | 1972, 1973, 1994, 1999                                                                 |
| Titoli di Division            | 8      | 1952-1953, 1953-1954, 1969-1970, 1970-1971, 1988-1989, 1992-1993, 1993-1994, 2012-2013 |

## Premi e riconoscimenti individuali
NBA MVP
- Willis Reed – 1970

NBA Finals MVP
- Willis Reed – 1970, 1973

NBA Rookie of the Year
- Willis Reed – 1965
- Patrick Ewing – 1986
- Mark Jackson – 1988

NBA All-Star Game Most Valuable Player Award
- Willis Reed – 1970
- Walt Frazier – 1975

NBA Sixth Man of the Year
- Anthony Mason – 1995
- John Starks – 1997
- J. R. Smith − 2013

NBA Most Improved Player
- Julius Randle - 2021

NBA Defensive Player of the Year
- Tyson Chandler – 2012

NBA Coach of the Year
- Red Holzman – 1970
- Pat Riley – 1993
- Tom Thibodeau - 2021

NBA Sportsmanship Award
- Jason Kidd – 2013

J. Walter Kennedy Citizenship Award
- Mike Glenn – 1981
- Rory Sparrow – 1986

NBA top scorer stagionale
- Bernard King – 1985
- Carmelo Anthony – 2013

NBA All-Star Game capo allenatore
- Joe Lapchick – 1951, 1953, 1954
- Red Holzman – 1970, 1971
- Pat Riley – 1993
- Jeff Van Gundy – 2000

All-NBA First Team
- Harry Gallatin – 1954
- Walt Frazier – 1970, 1972, 1974, 1975
- Willis Reed – 1970
- Bernard King – 1984, 1985
- Patrick Ewing – 1990

All-NBA Second Team
- Carl Braun – 1948, 1954
- Dick McGuire – 1951
- Harry Gallatin – 1955
- Richie Guerin – 1959, 1960, 1962
- Willis Reed – 1967, 1968, 1969, 1971
- Dave DeBusschere – 1969
- Walt Frazier – 1971, 1973
- Patrick Ewing – 1988, 1989, 1991, 1992, 1993, 1997
- Amar'e Stoudemire – 2011
- Carmelo Anthony – 2013
- Jalen Brunson – 2024, 2025

All-NBA Third Team
- Carmelo Anthony – 2012
- Tyson Chandler – 2012
- Julius Randle – 2023
- Karl-Anthony Towns – 2025

NBA All-Defensive First Team
- Dave DeBusschere – 1969, 1970, 1971, 1972, 1973, 1974
- Walt Frazier – 1969, 1970, 1971, 1972, 1973, 1974, 1975
- Willis Reed – 1970
- Micheal Ray Richardson – 1981
- Charles Oakley – 1994
- Tyson Chandler – 2013

NBA All-Defensive Second Team
- Patrick Ewing – 1988, 1989, 1992
- John Starks – 1993
- Charles Oakley – 1998
- Tyson Chandler – 2012

NBA All-Rookie First Team
- Art Heyman – 1964
- Jim Barnes – 1965
- Howard Komives – 1965
- Willis Reed – 1965
- Dick Van Arsdale – 1966
- Cazzie Russell – 1967
- Walt Frazier – 1968
- Phil Jackson – 1968
- Bill Cartwright – 1980
- Darrell Walker – 1984
- Patrick Ewing – 1986
- Mark Jackson – 1988
- Channing Frye – 2006
- Landry Fields – 2011
- Iman Shumpert – 2012
- Tim Hardaway Jr. – 2014
- Kristaps Porziņģis – 2016
- Willy Hernangómez – 2017

NBA All-Rookie Second Team
- Rod Strickland – 1989
- Langston Galloway – 2015
- Mitchell Robinson – 2019
- Immanuel Quickley – 2021

NBA Slam Dunk Contest: 5 (record)
- Kenny Walker – 1989
- Nate Robinson – 2006, 2009, 2010
- Obi Toppin – 2022

## Leader di franchigia
Grassetto - giocatore ancora attivo ai Knicks.
Corsivo - giocatore ancora attivo, non con i Knicks.
Punti segnati (regular season) aggiornato al 2 maggio 2024
1. Patrick Ewing (23.665)
2. Walt Frazier (14.617)
3. Willis Reed (12.183)
4. Allan Houston (11.165)
5. Carl Braun (10.449)
6. Richie Guerin (10.392)
7. Carmelo Anthony (10.186)
8. Earl Monroe (9.679)
9. Dick Barnett (9.442)
10. Bill Bradley (9.217)
11. Bill Cartwright (9.006)
12. John Starks (8.489)
13. Willie Naulls (8.318)
14. Gerald Wilkins (8.258)
15. Harry Gallatin (7.771)
16. Charles Oakley (7.528)
17. Julius Randle (7.445)
18. Dave DeBusschere (6.957)
19. Kenny Sears (6.854)
20. Ray Williams (6.555)

Altre statistiche (regular season) aggiornate al 2 maggio 2024
| Minuti giocati | Minuti giocati |
| Giocatore      | Minuti         |
| -------------- | -------------- |
| Patrick Ewing  | 37.586         |
| Walt Frazier   | 28.995         |
| Charles Oakley | 23.959         |
| Willis Reed    | 23.073         |
| Bill Bradley   | 22.799         |
| Allan Houston  | 21.724         |
| Dick Barnett   | 18.442         |
| Richie Guerin  | 18.257         |
| Carl Braun     | 17.995         |
| Earl Monroe    | 17.552         |

| Rimbalzi presi   | Rimbalzi presi |
| Giocatore        | Rimbalzi       |
| ---------------- | -------------- |
| Patrick Ewing    | 10.759         |
| Willis Reed      | 8.414          |
| Charles Oakley   | 7.291          |
| Harry Gallatin   | 5.935          |
| Willie Naulls    | 5.015          |
| Johnny Green     | 4.825          |
| Dave DeBusschere | 4.671          |
| Walt Frazier     | 4.598          |
| Kurt Thomas      | 4.272          |
| Nat Clifton      | 4.066          |

| Assist effettuati      | Assist effettuati |
| Giocatore              | Assist            |
| ---------------------- | ----------------- |
| Walt Frazier           | 4.791             |
| Mark Jackson           | 4.005             |
| Dick McGuire           | 2.950             |
| Carl Braun             | 2.821             |
| Richie Guerin          | 2.725             |
| Bill Bradley           | 2.533             |
| Charlie Ward           | 2.451             |
| John Starks            | 2.394             |
| Ray Williams           | 2.260             |
| Micheal Ray Richardson | 2.244             |

| Palle recuperate       | Palle recuperate |
| Giocatore              | Recuperi         |
| ---------------------- | ---------------- |
| Patrick Ewing          | 1.061            |
| Charles Oakley         | 844              |
| Micheal Ray Richardson | 810              |
| Ray Williams           | 750              |
| Charlie Ward           | 744              |
| Mark Jackson           | 720              |
| John Starks            | 711              |
| Trent Tucker           | 634              |
| Gerald Wilkins         | 614              |
| Walt Frazier           | 589              |

| Stoppate effettuate | Stoppate effettuate |
| Giocatore           | Stoppate            |
| ------------------- | ------------------- |
| Patrick Ewing       | 2.758               |
| Mitchell Robinson   | 594                 |
| Bill Cartwright     | 543                 |
| Marvin Webster      | 542                 |
| Kurt Thomas         | 479                 |
| Marcus Camby        | 390                 |
| Kristaps Porziņģis  | 378                 |
| Charles Smith       | 287                 |
| Amar'e Stoudemire   | 287                 |
| Kyle O'Quinn        | 251                 |

| Tiri da 3 realizzati | Tiri da 3 realizzati |
| Giocatore            | Triple               |
| -------------------- | -------------------- |
| John Starks          | 982                  |
| Allan Houston        | 921                  |
| Carmelo Anthony      | 762                  |
| Julius Randle        | 638                  |
| Jamal Crawford       | 600                  |
| Charlie Ward         | 598                  |
| Trent Tucker         | 504                  |
| Tim Hardaway         | 498                  |
| R.J. Barrett         | 489                  |
| Immanuel Quickley    | 487                  |